# Zack Orji
Zachee Ama Orji es un actor, director, productor, cineasta y predicador nigeriano.

## Biografía
Orji nació en Libreville, Gabón, durante la década de 1960. Habiendo crecido en Camerún, Benín y Togo, habla inglés y francés con fluidez. Se graduó de la Universidad de Nigeria.

## Carrera
Su debut cinematográfico fue en 1991 en el filme titulado Unforgiven Sin. Durante una entrevista con Nollywood Post, él compartió cómo fue capaz de obtener el papel principal sin audicionar. Desde entonces, ha participado en diferentes proyectos de Nollywood.
Debutó como director en 2000, con la película titulada WEB, protagonizada por él junto a la actriz ghanesa Kalsoume Sinare. La misma ganó el premio en la categoría "mejor película colaborativa" en los Ghana Awards 2001.
En cine ha participado en películas como Nneka the Pretty Serpent, Half of a Yellow Sun y Love Castle.

## Filmografía
- Love Castle[6]
- Christmas is Coming[8]
- Bambitious
- Half of a Yellow Sun
- The Bridge
- Big Town[9]
- Nneka the Pretty Serpent[9]
- Sweet Face[9]
- Women's Cot
- Glamour Girls[10]